# 颉富平
颉富平（1934年11月—），男，汉族，甘肃甘谷人，中华人民共和国政治人物，曾任中共乌鲁木齐市委书记，新疆维吾尔自治区人大常委会副主任，第七届全国人大代表。